# Eupithecia separata
Eupithecia separata är en fjärilsart som beskrevs av Leo Schwingenschuss 1953. Eupithecia separata ingår i släktet Eupithecia och familjen mätare. Inga underarter finns listade i Catalogue of Life.